# Radio Cooperativa (Chile)
Radio Cooperativa es una estación radial chilena en el 93.3 MHz del dial FM en Santiago de Chile. Inició sus transmisiones el 16 de febrero de 1935 en la ciudad de Valparaíso, con el nombre de Radio Cooperativa Vitalicia, como un medio de comunicación al servicio de la Sociedad de Rentas del mismo nombre, empresa que decidió crear una emisora orientada a promover esa área de negocios. El objetivo de la empresa se cumplió totalmente, pero además poco a poco la radio fue incorporando otros contenidos. Transmitía por aquel entonces en onda corta, banda de 40 m.
Actualmente, es una de las radios informativas más importantes de Chile con gran cobertura a nivel de ciudades y también a través de emisoras asociadas. También transmite vía Internet en el resto del país y en todo el mundo.
Su programación consta de información y actualidad noticiosa mayormente, cultura, música y deportes, transmitiendo una gran cantidad de eventos deportivos, como partidos de la Selección Chilena de Fútbol, el Campeonato Nacional de Fútbol, las clasificatorias sudamericanas para el Mundial de Fútbol, la actuación de equipos chilenos en torneos internacionales como la Copa Libertadores y la Copa Sudamericana, entre otras competiciones deportivas.

## Historia

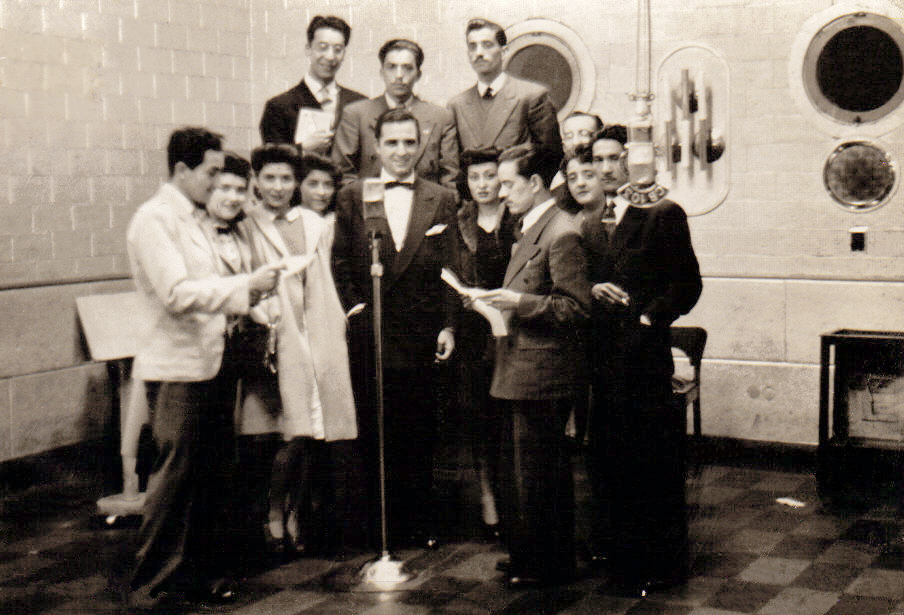
Audición de radioteatro en Radio Cooperativa (1944).

Las primeras emisiones de Radio Cooperativa Vitalicia se realizaron en Valparaíso el 16 de febrero de 1935, en una ceremonia encabezada por el presidente de la República, Arturo Alessandri. Dos días después, el 18 de febrero, fueron inauguradas las emisiones de Radio Cooperativa Vitalicia en Santiago, con sus estudios y equipos ubicados en el último piso del edificio de La Nación.
El 8 de agosto de 1939, la Sociedad de Rentas Cooperativa Vitalicia S.A. creó la Compañía Chilena de Comunicaciones para que se hiciera cargo de la emisora. El decreto que autorizó su funcionamiento fue firmado el 25 de marzo de 1940 por el entonces Presidente de la República, Pedro Aguirre Cerda.
Es conocida por sus programas informativos como lo fue El Repórter Esso (primer noticiario radial en 1941), que posteriormente pasó a la televisión, y El Diario de Cooperativa, creado el 18 de noviembre de 1976, cuyo primer conductor fue Jaime Moreno Laval, y conducido desde marzo de 1981 hasta el día 8 de abril de 2025, por Sergio Campos. También trabajó Lenka Franulic en 1953, la primera mujer periodista radial.
En la década de 1940 Radio Cooperativa Vitalicia se afilia a la programación de la Red Panamericana, un servicio de entretenimiento, información y propaganda ofrecido por la NBC.
Desde ese entonces, la emisora ha sido parte importante de la historia del país, marcando hitos en diferentes épocas, a través de shows en vivo en los años 1950, radioteatros en los años 1960 y desde la década de 1970, ha liderado las preferencias del público como emisora informativa.
Entre los años 1950 y 1960 pasa a formar la red radial "La Voz de Chile" junto a sus estaciones de Antofagasta, Valparaíso, Concepción, Temuco, Valdivia, Puerto Montt, Puerto Natales y Punta Arenas, las cuales eran enlazadas mediante sus estaciones de onda corta CE-970 en 31 metros y CE-615 en 49 metros o usando el alcance de la estación de Santiago (CB-76) la cual es canal internacional. Desde 1958 la línea editorial de Radio Cooperativa posee una marcada orientación asociada al Partido Demócrata Cristiano, apoyando en 1964 al gobierno de Eduardo Frei Montalva. 
A principios de la década de 1970, la radio es adquirida por la Sociedad Propaganda y Publicidad Ltda., perteneciente a la Democracia Cristiana. El objetivo es convertir a la radio en un poderoso portavoz ideológico en esa época, debido a su alcance y penetración. Por eso, en 1971 marcan su oposición al gobierno de Salvador Allende. Tras el golpe de Estado del 11 de septiembre de 1973, en un principio apoyó al régimen militar del general Augusto Pinochet pero luego pasó a la oposición a dicho régimen dictatorial en 1977, denunciando, cuando era posible, las violaciones a los derechos humanos perpetradas por militares, y apoyando la opción No en los plebiscitos de 1978, 1980 y 1988. 
El 3 de febrero de 1997, vuelve a transmitir en la banda FM, en el 93.3 MHz, en Santiago, ya que anteriormente transmitió en el 92.1 MHz, siendo reemplazada por radio San Cristóbal FM en octubre de 1979. El retorno al dial FM supone el comienzo de su expansión por todo el país.
Actualmente es un medio de comunicación que a través de una red de 23 emisoras a lo largo de Chile y convenios de asociación con otras estaciones de radio, está especializada en la transmisión de noticias, informaciones y programas de la actualidad nacional e internacional. Su quehacer incluye también la emisión de noticias e informaciones hacia el extranjero, mediante emisiones satelitales y su página web.
Radio Cooperativa es una emisora comercial. Su única fuente de financiamiento es la publicidad, esquema bajo el cual busca garantizar su independencia económica y, por ende, informativa. En la actualidad, su director responsable es el periodista Oscar Pastén Ramírez.
El 27 de agosto de 2018, Cooperativa estrena nueva imagen. Es eliminada después de 46 años, el clásico logotipo circular radial en reemplazo del logotipo Cooperativa rodeado de varios óvalos multicolores degradados. También estrenó nuevo eslogan: Todas las noticias, Todos los días, Todo el día. La nueva imagen radial viene a confirmar el cambio radical en cuanto a comunicación con la audiencia siendo más acorde a las radios actuales.
En marzo de 2024, y en medio de la crisis económica que afecta a la empresa, decidió vender la marca "Al Aire Libre", que incluyó el sitio web deportivo asociado, a la empresa francesa North Star Network, líder en periodismo deportivo y vinculada a casas de apuestas como BET365 y William Hill. Debido a esto, las transmisiones deportivas y contenidos digitales cambiaron su nombre a Cooperativa Deportes.Posteriormente en ese mismo año, la empresa dueña de la emisora, decidió vender sus instalaciones en calle Maipú 525 por más de 4 mil millones de pesos, con la corredora Colliers.A ello se suma la venta y renuncia de muchas frecuencias en FM y AM en el país desde el año 2013 hasta en la actualidad.

### Retiro de frecuencias (2013-presente)
Desde 2013 hasta la actualidad, Radio Cooperativa ha sufrido una significativa disminución de su red satelital, debido a la venta de varias de sus frecuencias FM y AM, muchas de estas, frecuencias históricas. Es así como se han desprendido de frecuencias FM en Tocopilla, Caldera, Vallenar, Los Vilos, Pichidangui, Los Molles, La Ligua, San Felipe, Los Andes, Santa Cruz, San Fernando, Curicó, Linares, Arauco, Mulchén, Angol, Osorno, Ancud (inicialmente la frecuencia 97.3 y que se sigue emitiendo en la señal 99.9 FM) y Castro. Además, la radio también decidió vender las frecuencias en AM en Gran Valparaíso, Santiago, Temuco y Castro (esta última hasta 2024). La decisión se debe a la crisis económica que enfrenta la empresa, lo que ha impulsado la búsqueda de alternativas para reducir los altos costos asociados al mantenimiento de las antenas repetidoras y que, paralelamente, se busca fortalecer las plataformas digitales, no solamente su señal online, sino que otras variadas como "Dulce Patria" (música chilena), "Cooperativa Ciencia" (radio online especializada en ciencia), M360 (portal de tendencias) y "La Nuestra" (música urbana y géneros afines). En varias localidades mencionadas anteriormente, existen emisoras que se conectan con Radio Cooperativa en varias ocasiones (mediante radios asociadas), como compensación de la baja de su cobertura.
En 2013, la emisora abandona la frecuencia 97.9 MHz en Mulchén, siendo reemplazada por Radio 97.9 y en agosto del mismo año, abandona la frecuencia 94.1 MHz en Angol, siendo reemplazada por UFRO Radio.
El 12 de febrero de 2014, la emisora abandona la frecuencia 106.7 MHz de Linares, siendo reemplazada por Radio Armonía. El 19 de febrero, abandona la frecuencia 95.9 MHz de Arauco, siento reemplazada por Radio Armonía, el 26 de febrero, abandona la frecuencia 92.1 MHz de Castro, siendo reemplazada por Radio Armonía, quedando en esta última ciudad únicamente la señal 770 kHz en AM hasta el año 2020. Posteriormente, el 5 de marzo de ese mismo año, abandona la frecuencia 96.9 MHz de San Fernando, siendo reemplazada por Radio Armonía.
En enero de 2015, abandona la frecuencia 106.7 MHz de Caldera, siendo reemplazada por Radio Norte Atacama. El 3 de julio, abandona la frecuencia 93.5 MHz de La Ligua, siendo reemplazada por Radio Armonía, y el 7 de agosto, abandona la frecuencia 94.3 MHz de Los Vilos, siendo reemplazada por Radio Armonía. Durante ese mismo año, también abandona las frecuencias 98.3 MHz de Vallenar, siendo reemplazada por Radio RT y 105.5 MHz de Tocopilla (Sin emisión actualmente).
En 2016, la emisora abandona la frecuencia 98.1 MHz de Santa Cruz, siendo reemplazada por Radio Manía. En 2017, abandona la frecuencia 104.3 MHz de Pichidangui. El 12 de julio de 2018, abandona la frecuencia 90.5 MHz de Los Molles, siendo reemplazada por Radio Esperanza, y de la cual en esa última radio también emite de forma ocasional la programación de Radio Cooperativa.
A finales de 2020, la emisora pone fin a todas sus transmisiones en AM, abandonando las frecuencias 760 kHz de Santiago, 730 kHz del Gran Valparaíso, 640 kHz de Temuco, y 770 kHz de Castro. Todas estas frecuencias, excepto la 680 kHz del Gran Concepción, fueron arrendadas al empresario radial y de medicina alternativa Omar Gárate, quien las utilizó para transmitir su emisora Radio Colo Colo, marcando el fin de una era histórica de las frecuencias AM de Radio Cooperativa.
El 27 de julio de 2024, la Compañía Chilena de Comunicaciones confirmó la renuncia y extinción definitiva de la concesión de la frecuencia 770 kHz en Castro, la cual había sido arrendada a Radio Colo Colo desde 2020. Este hecho dejó la señal sin emisión en la actualidad y marcó la salida definitiva de Radio Cooperativa de esa ciudad (No obstante, la programación de Radio Cooperativa sigue siendo accesible en Castro a través de internet y, ocasionalmente, mediante otras emisoras locales como Radio Quellón en el 98.7 FM y Radio Chiloé en el 1030 AM). 
A partir del año 2024, Radio Cooperativa decide desprender rápidamente todas las frecuencias históricas en FM; el 15 de agosto de ese año, abandona la frecuencia 102.9 MHz de Osorno y el 21 de noviembre, abandona la frecuencia 97.3 MHz de Ancud, siendo reemplazadas ambas por Radio Edelweiss (En esa última ciudad sigue disponible en la frecuencia 99.9 MHz). El 1 de diciembre, abandona la frecuencia 101.1 MHz de Curicó, siendo reemplazada por Pop Radio.
El 5 de junio de 2025, abandona la frecuencia 93.3 MHz de San Felipe y Los Andes, siendo reemplazada por Radio Beethoven.

### La salida de Sergio Campos y el fin de una era (2025)
El 8 de abril de 2025, el periodista Sergio Campos anunció su salida de Radio Cooperativa, la que fuese su casa radial durante casi medio siglo (47 años consecutivos exactamente), a su vez también el profesional confirmó, valga la redundancia, su retiro de los medios de comunicación. Esta noticia caló hondo en auditores, políticos (incluido el Presidente de la República Gabriel Boric), periodistas de la misma radio y de otros medios, deportistas, entre otras personalidades, quienes se volcaron en redes sociales a lamentar que el periodista déjase sus labores en la emisora, pero a su vez, le desearon un buen descanso dejando notas de agradecimiento por su labor cumplida.

## Estudios

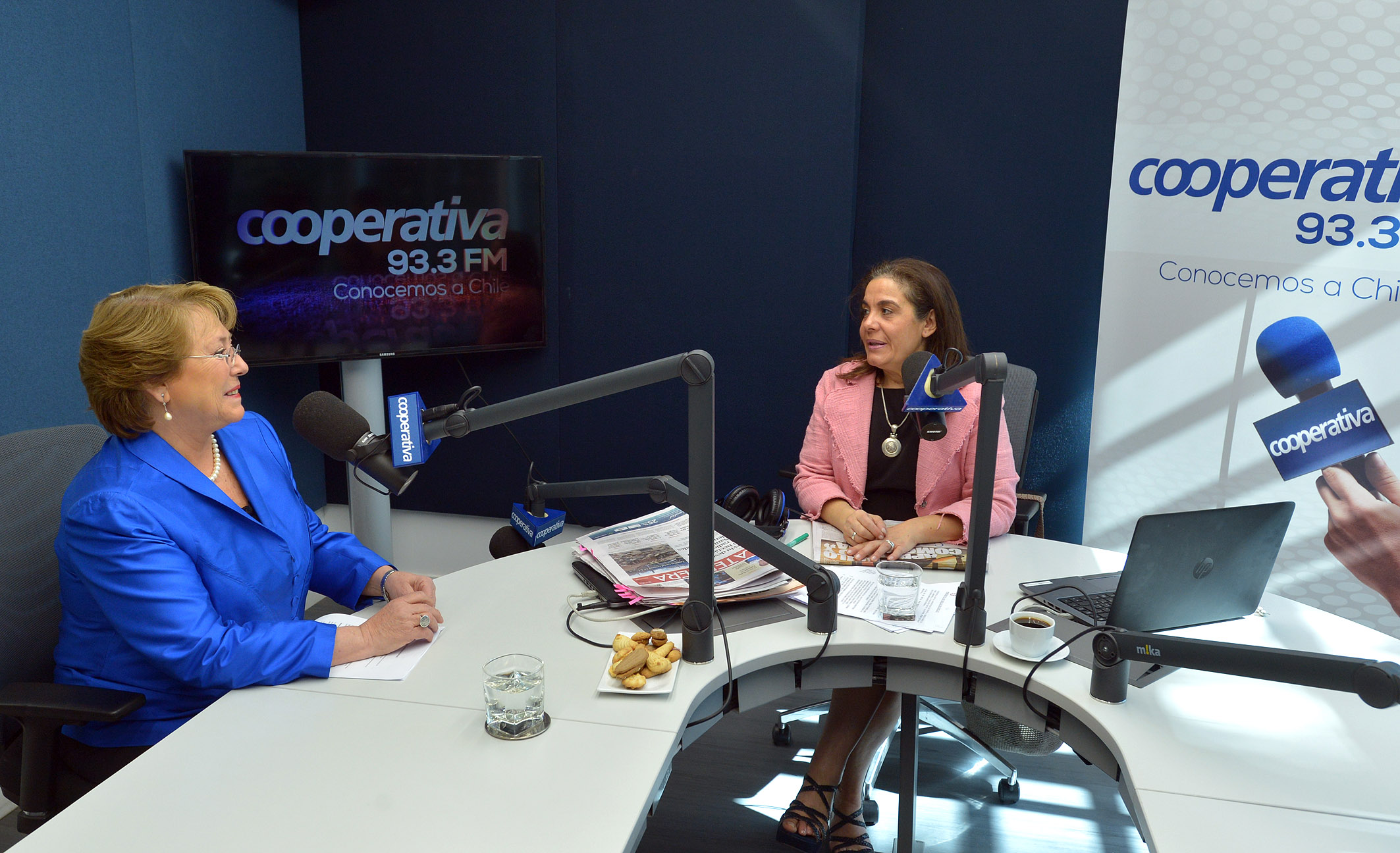
La presidenta Michelle Bachelet es entrevistada por Cecilia Rovaretti en el programa Una nueva mañana (2014).

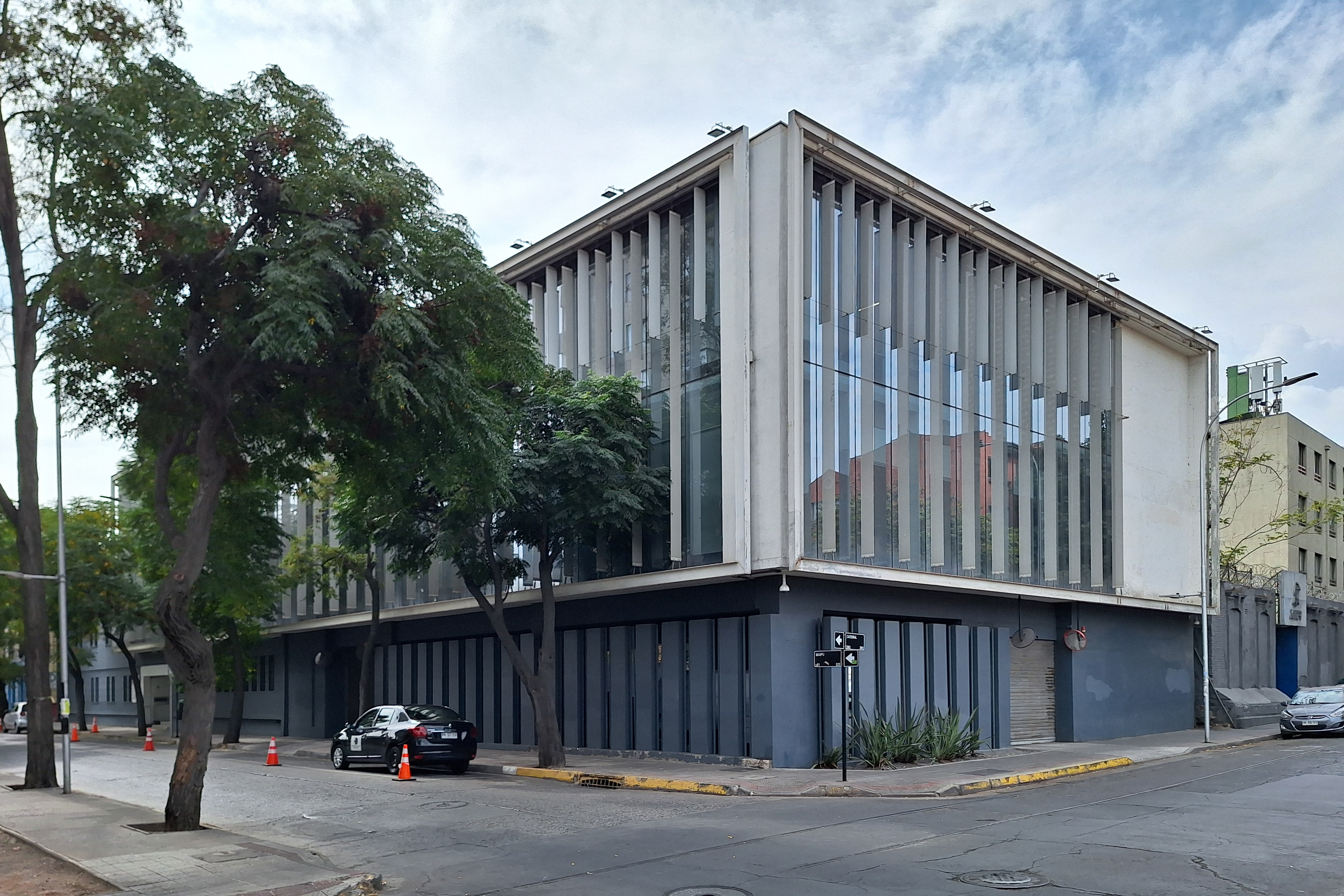
Edificio de los estudios de Radio Cooperativa, en el barrio Yungay, comuna de Santiago.

La compañía estableció durante largos años sus estudios en pleno centro de Santiago, específicamente en calle Bandera 236, 7° piso. En esa dirección, se emplazaba un lujoso salón de eventos donde se transmitían variados espectáculos en vivo, tales como concursos, radioteatros y conciertos de grandes artistas.
Como dato histórico, dada la cercanía del inmueble con el Palacio de La Moneda, el 11 de septiembre de 1973, Cooperativa transmitió en vivo desde sus estudios, el golpe militar que derroca a Salvador Allende. En la grabación original, de gran calidad y conservación, consta que entre otras cosas, aquella transmisión histórica fue conducida por el destacado locutor y periodista chileno Juan La Rivera.
Los controladores de la Compañía, en 1978, deciden abandonar los estudios de calle Bandera 236 en el centro de Santiago, debido al giro netamente informativo que tuvo la emisora durante la dictadura de Pinochet. Así es como Radio Cooperativa emplazó sus dependencias, en una casona ubicada en calle Antonio Bellet 223, Providencia para sus estudios y Departamento de Prensa y otra en Antonio Bellet 353, para sus oficinas administrativas. Hacia 2012, la administración de la emisora se desplazó hasta unas oficinas arrendadas en Santa Beatriz 22, Providencia, debido a la venta de la casona que usaban para la construcción de un edificio de departamentos. 
El 25 de junio de 2014, los estudios de radios Cooperativa y Universo, en ese entonces también propiedad de la Compañía Chilena de Comunicaciones, y oficinas administrativas salen de la comuna de Providencia, estableciéndose en un moderno edificio ubicado en la intersección de calle Maipú 525, en pleno Barrio Yungay de Santiago Centro.

## Frecuencias anteriores
- 105.5 MHz (Tocopilla); sin relación con Compañía Chilena de Comunicaciones.
- 106.7 MHz (Caldera); hoy Radio Norte Atacama, sin relación con Compañía Chilena de Comunicaciones.
- 98.3 MHz (Vallenar); hoy Radio RT, sin relación con Compañía Chilena de Comunicaciones.
- 94.3 MHz (Los Vilos); hoy Radio Armonía, sin relación con Compañía Chilena de Comunicaciones.
- 104.3 MHz (Pichidangui); hoy Radio Continental, sin relación con Compañía Chilena de Comunicaciones.
- 90.5 MHz (Los Molles); hoy Radio Esperanza, sin relación con Compañía Chilena de Comunicaciones.
- 93.5 MHz (La Ligua); hoy Radio Armonía, sin relación con Compañía Chilena de Comunicaciones.
- 93.3 MHz (San Felipe/Los Andes); hoy Radio Beethoven, sin relación con Compañía Chilena de Comunicaciones.
- 730 kHz (Gran Valparaíso); hoy Radio Colo Colo, sin relación con Compañía Chilena de Comunicaciones.
- 101.3 MHz (San Antonio); hoy Chilena FM, sin relación con Compañía Chilena de Comunicaciones.
- 760 kHz (Santiago); hoy Radio Colo Colo, sin relación con compañía Chilena de Comunicaciones.
- 96.9 MHz (San Fernando); hoy Radio Armonía, sin relación con Compañía Chilena de Comunicaciones.
- 98.1 MHz (Santa Cruz); hoy Radio Manía, sin relación con Compañía Chilena de Comunicaciones.
- 101.1 MHz (Curicó); hoy Pop Radio, sin relación con Compañía Chilena de Comunicaciones.
- 106.7 MHz (Linares); hoy Radio Armonía, sin relación con Compañía Chilena de Comunicaciones.
- 95.9 MHz (Arauco); hoy Radio Armonía, sin relación con Compañía Chilena de Comunicaciones.
- 94.1 MHz (Angol); hoy UFRO Radio, sin relación con Compañía Chilena de Comunicaciones.
- 97.9 MHz (Mulchén); hoy Radio 97.9, sin relación con Compañía Chilena de Comunicaciones.
- 640 kHz (Temuco); hoy Radio Colo Colo, sin relación con Compañía Chilena de Comunicaciones.
- 102.9 MHz (Osorno); hoy Radio Edelweiss, sin relación con Compañía Chilena de Comunicaciones
- 97.3 MHz (Ancud); hoy Radio Edelweiss, sin relación con Compañía Chilena de Comunicaciones.
- 92.1 MHz (Castro); hoy Radio Armonía, sin relación con Compañía Chilena de Comunicaciones, 770 kHz; actualmente extinta ; Hoy en la 100.1 MHz como Red Los Lagos.

## Eslóganes
| Período                                           | Eslogan |
| ------------------------------------------------- | --- |
| 1977-1979                                         | Cooperativa, la radio grande |
| 1979-1980                                         | Cooperativa, información, entretención y servicio |
| 1980-1982                                         | En el 76 del dial, Ud. y Cooperativa amigos para siempre - 1980-1997 (usado en "El diario de Cooperativa"): Ud. tiene derecho a saber la verdad... y la verdad está en los hechos - 1980-2018 (usado en "El diario de Cooperativa"): Cooperativa, alerta con la noticia - 1982-1984: Cooperativa, en el 76 del dial AM                                                             |
| 1984-1985                                         | Cooperativa, en el 76 de su dial AM - 1984-1988: Cooperativa es mi radio - 1984-1988: Es verdad... lo dijo Cooperativa - 1984-1988: Saber la verdad es un derecho. Decirla es nuestro deber |
| 1985-1992                                         | Cooperativa, una radio de verdad - 1985: Saber la verdad es un derecho. Decirla -y a tiempo- es nuestro deber - 1985-1986: Cooperativa, una radio para Chile - 1985-1986: Cooperativa, una radio para Chile - 1986-1987: La radio más importante... es también primera sintonía - 1990: En Cooperativa estamos acostumbrados a decir la verdad - 1991: Más allá de las AM y las FM |
| 1995-2024 (usado en Al aire libre en Cooperativa) | Al Aire Libre en Cooperativa, todo por el deporte |
| 1997-2001                                         | Cooperativa, la radio más importante de Chile - 1998-2001: Todo el país unido por la gran Red de Cooperativa - 2000: Primera en noticias, Primera en deportes... Siempre primera |
| 2001-2003                                         | Cooperativa, es estar al día - 2002: Una gran red para unir todo el país - 2002-2003: Radio Cooperativa, es estar al día... Siempre - 2002-2003: Radio Cooperativa auspicia la cultura - 2002-2003: Radio Cooperativa auspicia la música - 2002-2003: Radio Cooperativa auspicia el deporte                                                                                        |
| 2003-2008                                         | Cooperativa, va más allá - 2003-2008: Cooperativa, las 24 horas, va más allá (usado en el disclaimer) - 2005 (70° Aniversario): Cooperativa 70 años va más allá - 2007-2009: Chile no sería el mismo sin la Cooperativa |
| 2008-2013                                         | Cooperativa, es parte de Chile |
| 2013-2018                                         | Cooperativa, conocemos a Chile |
| 2015-2018                                         | Cooperativa, la verdad como la queremos escuchar |
| 2018-presente                                     | Todas las noticias, todos los días, todo el día |